# Helgaud de Montreuil
Helgaud ou Hilgaud de Montreuil († 926), fut comte de Montreuil et avoué de Saint-Riquier.
Son origine familiale n'est pas connu. Des généalogies ultérieures ont tenté d'en faire un descendant d'Angilbert, mais l'hypothèse ne repose sur rien. Sur des considérations onomastiques, il est possible qu'il soit apparenté aux Unrochides, qui étaient implantés dans le Boulonnais et l'Artois vers 880.
La Chronique de Saint-Riquier indique qu'après Rodolphe de sang impérial, ce furent le comte Helgaud puis Guelfon, de sang royal qui lui succédèrent comme Montreuil. Rodolphe est identifié au comte de Sens frère de l'impératrice  Judith et Guelfon à son fils Welf. Flodoard, dans ses chroniques, mentionne également le comte Helgaud, qui posséda la ville de Montreuil de 877 à 879, et le mentionne de nouveau en 925. Il accueille les moines en exil, à cause des invasions vikings, de l'abbaye Saint-Guénolé de Landévennec et les persuade de rester à Montreuil où ils fondent en 926 l'abbaye Saint-Walloy, déformation locale du nom de saint Guénolé. Il meurt en 926 alors qu'il combattait le comte Rollon avec le roi Raoul de France et le comte Herbert II de Vermandois.
On considère maintenant qu'il s'agit du même comte, et que la chronique de Saint-Riquier se trompe dans l'ordre des avoués de Saint-Riquier.
L'histoire n'a pas retenu le nom de son épouse, qui a donné naissance à :
- Herluin († 945), comte de Montreuil et avoué de Saint-Riquier
- Erard, seigneur de Ham, aurait été ancêtre de la prétendue maison de Ham.
- Lambert, tué lors d'une bataille qu'il livrait pour tenter de venger son frère[4].